# 황보밀
황보 밀(皇甫謐, 215년 ~ 282년)은 후한 말기 ~ 서진 초기의 학자로, 자는 사안(士安)이며 양주 안정군 조나현(朝那縣) 사람이다. 후한의 태위 황보숭의 증손이자, 파릉령(灞陵令) 황보숙헌(皇甫叔獻)의 손자, 효렴 황보숙후(皇甫叔侯)의 아들이다. 아명은 정(靜)이며 자호는 현안선생(玄晏先生)이다.

## 생애
여러 전적과 제자백가서에 널리 통달했으며, 평생 벼슬하지 않고 저술에 전념했다. 진 무제가 여러 차례 초징(招徵)의 뜻을 밝혔으나 끝내 고사하고 나아가지 않았다. 제자인 지우(摯虞)·장궤(張軌)·우종(牛綜)·석권(席純) 등은 모두 진나라의 명신이 되었다.
주요 저작으로는 〈삼도부서(三都賦序)〉·〈석권론(釋勸論)〉·〈현수론(玄守論)〉·〈독종론(篤終論)〉 등의 문장과 《제왕세기(帝王世紀)》·《연력(年曆)》·《고사전(高士傳)》·《일사전(逸士傳)》·《열녀전(列女傳)》 등의 역사전기서, 《현안춘추(玄晏春秋)》·《음양역술(陰陽曆術)》·《귀곡자주(鬼谷子注)》 등의 철학서, 《침구갑을경(針灸甲乙經)》 등의 의학서가 있다.

## 가계

### 관련 인물
황보숭

## 같이 보기
- 삼국지 인물 목록